# Landschapsbeheer Zeeland
Stichting Landschapsbeheer Zeeland is de organisatie voor natuur- en landschapsbescherming, landschapsbeheer en cultuurhistorie in Zeeland, opgericht in 1982. Het is een van de 12 provinciale organisaties die samenwerken binnen Landschapsbeheer Nederland, die onderdeel vormt van overkoepelende stichting LandschappenNL waartoe ook de Provinciale Landschappen behoren. 

## Activiteiten
De vereniging richt zich op drie hoofdthema's:
- landschapsonderhoud  en -herstel, zoals het onderhoud van boerenerven en historische buitenplaatsen
- cultuurhistorie; zo bracht ze brochures uit over de sporen van de Zeeuwse middeleeuwse kloosters, gekrompen dorpen op Walcheren  en verdronken dorpen op Schouwen-Duiveland.
- bescherming van planten- en diersoorten, zoals bijen en de rugstreeppad. Via het project ‘Stapstenen voor soorten’ heeft de stichting geprobeerd landschapsstructuren te creëren zodat leefgebieden van soorten worden hersteld en verfbonden. Ook is natuurlijke plaagdierbestrijding in commerciële boomgaarden bevorderd.

De stichting geeft voorlichting, zet projecten met uiteenlopende maatschappelijke partijen op en probeert beleid te beïnvloeden.